# شركة كوني
شركة كوني  ؛ تم إطلاق اسم كوني بشكل رسمي في عام 1910 ومقرها في إسبو بالقرب من هلسنكي بفنلندا ، وهي شركة دولية للهندسة والخدمات توظف حوالي 55000 موظفًا في 60 دولة حول العالم. بالإضافة إلى ذلك ، تقوم كون ببناء الخدمات والأوتوماتيكية ،   الأبواب والبوابات الآلية والسلالم المتحركة والمصاعد. تقدم الشركة خدمة محلية للبناة والمطورين وأصحاب المباني والمصممين والمهندسين المعماريين في 1000 مكتب في أكثر من 50 دولة.     

منذ عام 1924 ، أصبحت كون مملوكة لإحدى أغنى الأسر في فنلندا ، وهي عائلة هيرلن. بعد أن اشترى هارالد هيرلين الشركة في عام 1924 ، شغل منصب رئيس مجلس الإدارة حتى عام 1941. بعد ذلك، وابنه، هايكي أتش. هيرلن استغرق، على بعد والده – ثم تم تسليم السيطرة على الشركة لابنه ، بيكا هيرلن، الذي احتفظ به من 1987 – 2003. الرئيس الحالي لمجلس إدارة KONE من عام 2003 فصاعدًا هو أمين هيرلن ، نجل بيكا هيرلن. 
في اللغة الفنلندية ، تعني كلمة Kone «الآلة» أو «الجهاز». 

## روابط خارجية
- الموقع الرسمي